# Fritz Rehn

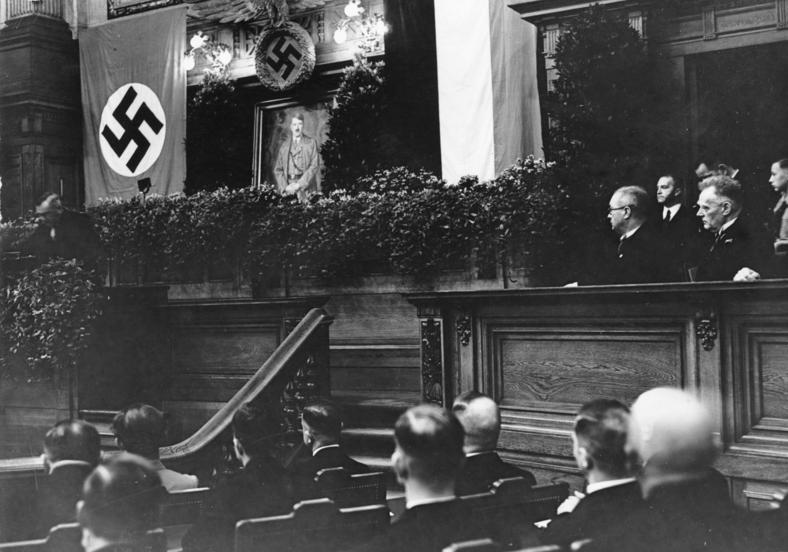
Fritz Rehn i Wilhelm Burger (na emporze z prawej strony) podczas uroczystej inauguracji prac Trybunału Ludowego w berlińskim budynku pruskiego Landtagu (niem. Preussenhaus), 14 lipca 1934

Fritz Rehn (ur. 3 sierpnia 1874, zm. 18 września 1934) – niemiecki prawnik, pierwszy prezydent nazistowskiego Trybunału Ludowego – sądu specjalnego, ustanowionego w 1934 przez władze III Rzeszy do osądzania takich przestępstw jak zdrada stanu (niem. Hochverrat) i zdrada państwa narodowo-socjalistycznego (niem. Landesverrat), rozwiązanego przez Sojuszniczą Radę Kontroli Niemiec 20 października 1945. 

## Życiorys
W 1901 Rehn został mianowany asesorem sądowym. W 1905 został sędzią Sądu Krajowego (niem. Landgerichtsrat) w Bochum, a w 1913 został przeniesiony do Sądu Krajowego w Koblencji. W 1920 awansował na kierownika Sądu Krajowego (niem. Landsgerichtsdirketor) a następnie sprawował tę funkcję w Sądzie Krajowym w Berlinie. W 1933 objął funkcję przewodniczącego nowo-powołanego sądu specjalnego na okręg berliński. Na początku lipca 1934 został mianowany prezydentem senatu Sądu Najwyższego (niem. Kammerigericht).

1 lipca 1934 Rehn został mianowany przez Adolfa Hitlera przewodniczącym nowo-powstałego Trybunału Ludowego. O zadaniach Trybunału Rehn miał się wypowiedzieć: 

Potrzeba przedstawiania dowodów w wielu sprawach wynika z błędnego rozumowania prawników i dlatego musi zostać wyeliminowana! Wina lub niewinność danego człowieka musi być ustalona w zależności od tego czy jest on zagrożeniem dla trwania państwa czy nie!

Rehn zmarł kilka tygodni po objęciu stanowiska przewodniczącego, które po jego śmierci pozostawało nieobsadzone przez dwa lata, a Trybunałem kierował najstarszy przewodniczący senatu. 1 czerwca 1936 funkcję przewodniczącego objął Otto Georg Thierack, od 1935 wiceprzewodniczący Sądu Rzeszy.